# Alblasserwaard
De Alblasserwaard is een Nederlandse landstreek, gelegen in het zuidoosten van de provincie Zuid-Holland en het zuiden van de provincie Utrecht, ten (zuid)oosten van de stad Rotterdam en ten noordoosten van de stad Dordrecht. Het vormt het zuidelijk deel van het Groene Hart en betreft een laaggelegen en overwegend dunbevolkt, agrarisch gebied omsloten door rivieren en kanalen.

## Streekbeschrijving
In het noorden wordt de Alblasserwaard begrensd door de rivier de Lek, in het zuiden door de rivier de Merwede (Boven-Merwede en Beneden-Merwede) en in het westen door de rivier de Noord. In het oosten vormen de Oude Zederik (in 1370 gegraven tussen Ameide en Meerkerk), het Merwedekanaal (een vergraving van het Zederikkanaal, dat een vergraving was van de rivier de Zederik) en de Linge de grens met de Vijfheerenlanden. Het laatste stuk van de Linge, bij Gorinchem, vormt de grens met de Tielerwaard.
Pas na de voltooiing van de Oude Zederik was het gebied geheel door waterlopen omringd en werd daardoor een waard. Kort daarna kwam de naam 'Alblasserwaard' in zwang, afgeleid van het riviertje de Alblas. Daarvoor werd het grootste deel van het gebied aangeduid als het 'Land tussen Lek en Merwede'.
Het aantal inwoners ligt rond de 170.000 en de oppervlakte bedraagt ongeveer 25.000 ha. Het streekdialect wordt het Alblasserwaards genoemd. Deze dialecten bewaren nog veel oud Hollands taaleigen en kunnen aanmerkelijk van het Standaardnederlands afwijken.
De Alblasserwaard is overwegend landelijk maar kent ook een verstedelijkt gedeelte. Bij het laatste gaat het om het meest westelijke en zuidelijke deel van de streek. Het omvat de (van west naar oost) aan de rivier gelegen bebouwde kom van de gemeenten Alblasserdam, Papendrecht, Sliedrecht, Hardinxveld-Giessendam en Gorinchem (laatste ligt gedeeltelijk in de Tielerwaard). Landelijk zijn de landinwaarts gelegen delen van deze gemeenten, plus een strook ten westen van de stad Gorinchem (De Avelingen) alsmede de rest van de Alblasserwaard bestaande uit de gemeenten (van west naar oost) Molenlanden (ligt voor een klein gedeelte in de Vijfheerenlanden) en Vijfheerenlanden (ligt gedeeltelijk in de gelijknamige streek).
Godsdienstig gezien behoort de Alblasserwaard tot de zogeheten orthodox-protestantse Bijbelgordel en is betrekkelijk weinig ontkerkelijkt. Politiek komt deze godsdienstigheid tot uiting in het tamelijk grote aantal zetels dat confessionele partijen als de SGP, de ChristenUnie en het CDA in de plaatselijke politiek innemen.

## Geschiedenis landschap
De geschiedenis van de Alblasserwaard begint na de laatste ijstijd zo'n 10.000 jaar geleden. Door de wind werden zandduinen opgeworpen die nu nog in het landschap zichtbaar zijn en donken worden genoemd. In het centrum van de Alblasserwaard zijn nog diverse donken aanwezig, bijvoorbeeld De Donk (4,7 meter) en De Schoonenburgsche Heuvel (3,9 meter).
De Romeinse tijd was na de prehistorie de eerstvolgende periode waarin weer bewoning op vrij grote schaal in de Alblasserwaard voorkwam. Na de ontvolking rond het jaar 250 raakte de Alblasserwaard vanaf het jaar 1000 opnieuw permanent bewoond. De ontginning van de Alblasserwaard werd zeer waarschijnlijk voltooid in de vierde kwart van de 13e eeuw.
Landschappelijk kan de Alblasserwaard worden gekarakteriseerd als een uitgestrekt veenweidegebied beneden de zeespiegel. Het westelijke deel ligt ongeveer anderhalve meter onder zeeniveau, het oostelijke deel ongeveer een meter. De bodem bestaat hoofdzakelijk uit klei op veen (laagveenvlakte), behalve in het zuidwesten dat uit jonge zeeklei (stroomruggen) en wat stroken in het oosten die uit lichte rivierklei bestaan.

## Waterbeheersing
De Alblasserwaard wordt omringd door een ringdijk, de zorg hiervoor werd in 1277 in een overeenkomst met Graaf Floris V geregeld. Ook werd toen de Zouwedijk als oostelijke begrenzing aangelegd.
De waard wordt doorsneden door sloten en vaarten plus een tweetal kleine riviertjes, de Alblas in het westen (uitmondend in de rivier de Noord) en de Giessen in het zuidoosten (uitmondend in de Beneden-Merwede).
Om een betere afwatering te realiseren werden in 1365 en 1369 twee grote vaarten gegraven, de Groote- of Achterwaterschap ten behoeve van de Hooge Boezem van de Overwaard en de Nieuwe Waterschap ten behoeve van de Lage Boezem van de Nederwaard. Zij monden uit bij Kinderdijk (Elshout), noordwesten van de Alblasserwaard en wateren af op de rivier de Lek.
Voorts zijn drie boezems van belang: de Lage Boezem van De Nederwaard voor de afwatering van de polders rond de Alblas, de Hooge Boezem van De Overwaard voor de afwatering van de polders rond de Giessen, en de Hooge Boezem van Nieuw-Lekkerland voor de afwatering van de polder van het dorp Nieuw-Lekkerland. De drie boezems liggen tussen dit dorp en Kinderdijk.

## Molens
In samenhang met deze boezems werden de Kinderdijkse molens in de 18e eeuw geplaatst. In 1738 werden de acht molens behorende bij de Hooge Boezem van De Nederwaard en in 1740 de acht molens behorende bij de Hooge Boezem van De Overwaard gebouwd. Deze molengangen vormen de grootste groep molens van Nederland en zij zijn in 1997 aan de UNESCO Werelderfgoedlijst toegevoegd.
Naast de molens bij Kinderdijk zijn waren er 26 poldermolens in de Nederwaard en 41 poldermolens in de Overwaard. In de 19e en 20e eeuw zijn diverse molens door gemalen vervangen. Van de 78 poldermolens die er in 1870 nog in het poldergebied stonden zijn er 28 overgebleven. Hiervan zijn er 18 wipmolens, vijf houten achtkante molens en vijf ronde stenen molens. Daarnaast zijn er de acht achtkante en acht ronde stenen boezembemalende molens (strijkmolens) bij Kinderdijk.
Vanwege haar lage ligging heeft de streek dikwijls te kampen gehad met overstromingen. Zo liep bij de watersnood van 1820 een groot deel van de waard onder. De laatste overstroming betrof de grote watersnood van 1953, waarbij het zuidwestelijke deel van de waard onder water stond.

## Bebouwing
Voor wat bebouwing betreft, bestaat de Alblasserwaard hoofdzakelijk uit dorpen, buurtschappen en verspreid liggende boerderijen; uitzonderingen zijn Nieuwpoort en Ameide in het uiterste noordoosten en Gorinchem in het uiterste zuidoosten, die niet alleen stadsrechten bezitten maar ook beschikken over een historische en beschermde stadskern.

## Bedrijvigheid
Wat bedrijvigheid aangaat, is het landelijke gedeelte als veeteeltgebied in gebruik, in het noordoosten komt echter ook fruitteelt voor. Industriële bezigheid is vooral in de verstedelijkte west- en zuidstrook te vinden, bestaande uit met name scheepswerven (vooral in Alblasserdam en Hardinxveld-Giessendam) en baggerindustrie (in Sliedrecht).

## Verkeer en vervoer
Voor het plaatselijke verkeer zijn de Provinciale weg 214 (N214) en Provinciale weg 216 (N216) van belang. De N214 gaat door het zuiden van de Alblasserwaard in oostelijke richting, de N216 door het oosten in noordelijke richting; bij Overslingeland treffen beide elkaar. De Rijksweg 3 (N3) verbindt de streek met Dordrecht. Ook een tweetal snelwegen doen de Alblasserwaard aan: Rijksweg 15 (A15) loopt door het zuiden van de streek, van de Noordtunnel bij Alblasserdam tot Gorinchem, en Rijksweg 27 (A27) loopt door het uiterste oosten van het gebied, van de Merwedebrug bij Gorinchem tot Meerkerk. Knooppunt Gorinchem is het verkeersknooppunt waar deze twee rijkswegen tezamen komen. De MerwedeLingelijn is een spoorlijn voor reizigersvervoer die via de Baanhoekbrug in de Alblasserwaard opduikt en stations heeft in de gemeenten Sliedrecht, Hardinxveld-Giessendam, Gorinchem en Molenlanden (in deze volgorde). Voorts doorsnijdt de Betuweroute - een spoorlijn voor goederenvervoer - deels ondergronds en evenwijdig aan de A15 de waard. Verder is er een veelvoud aan veerdiensten, zowel voor personen als voor voertuigen, die de streek verbinden met regio's aan de overzijde van de omliggende wateren. Ook de Waterbus doet vanuit Rotterdam de Alblasserwaard aan. Van 1998 tot 2001 verzorgde draagvleugelboot De Meteoor een lijndienst tussen Dordrecht en Wijk bij Duurstede, waarbij deze verschillende plaatsen in de Alblasserwaard aandeed.

## Foto's

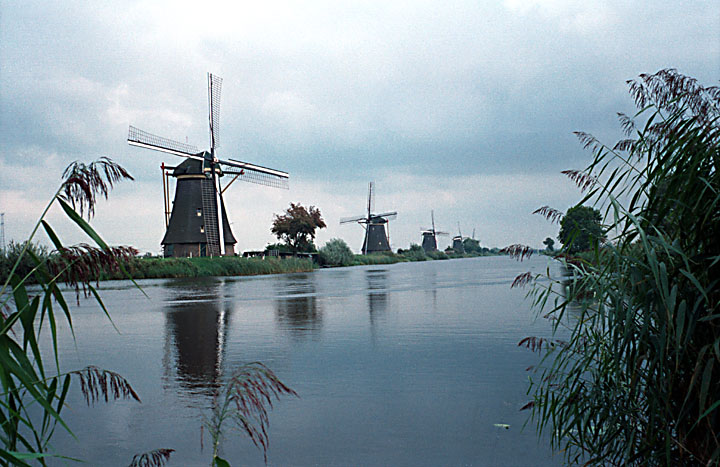
Kinderdijkse molens
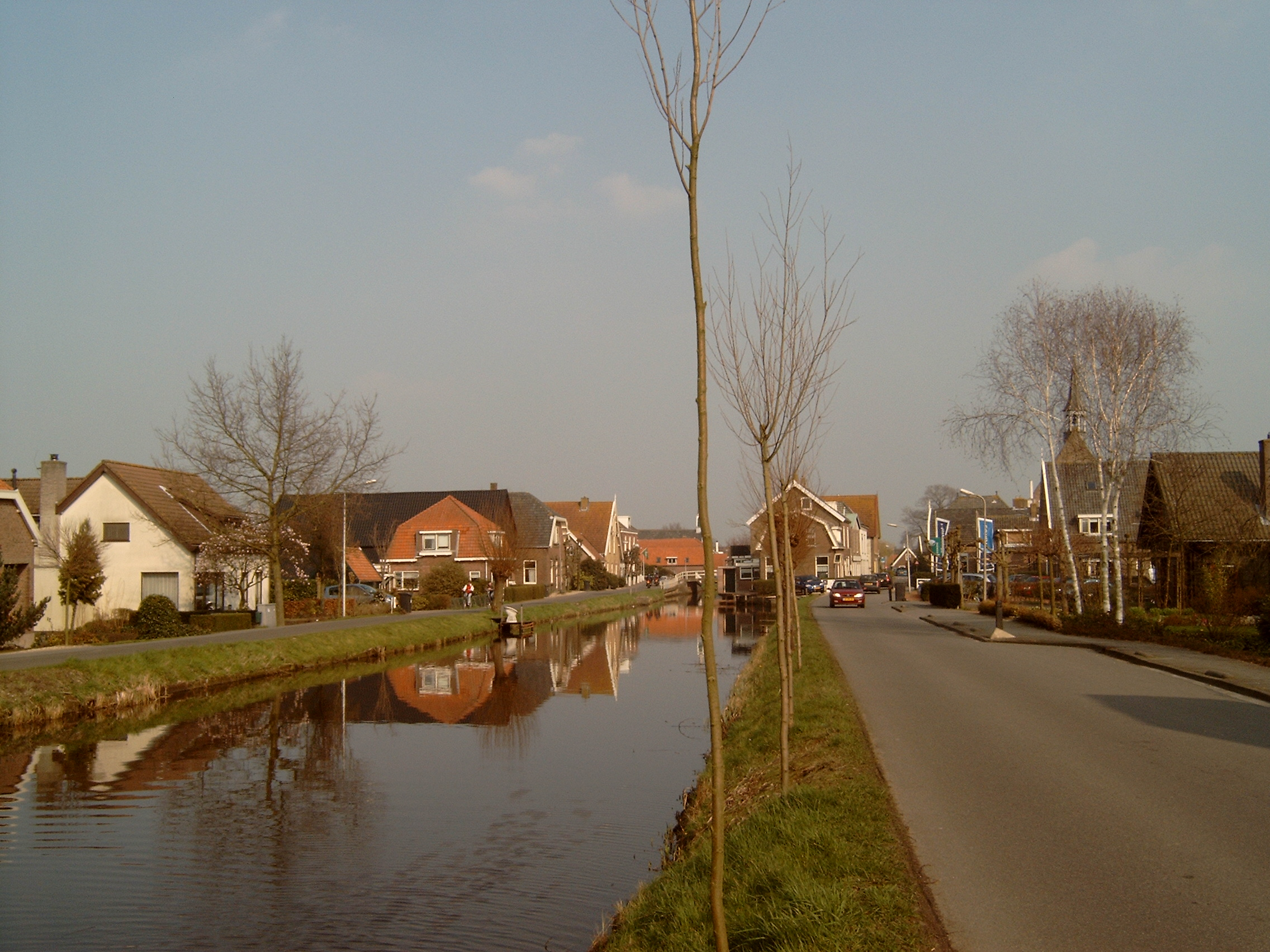
Gezicht op het dorp Molenaarsgraaf
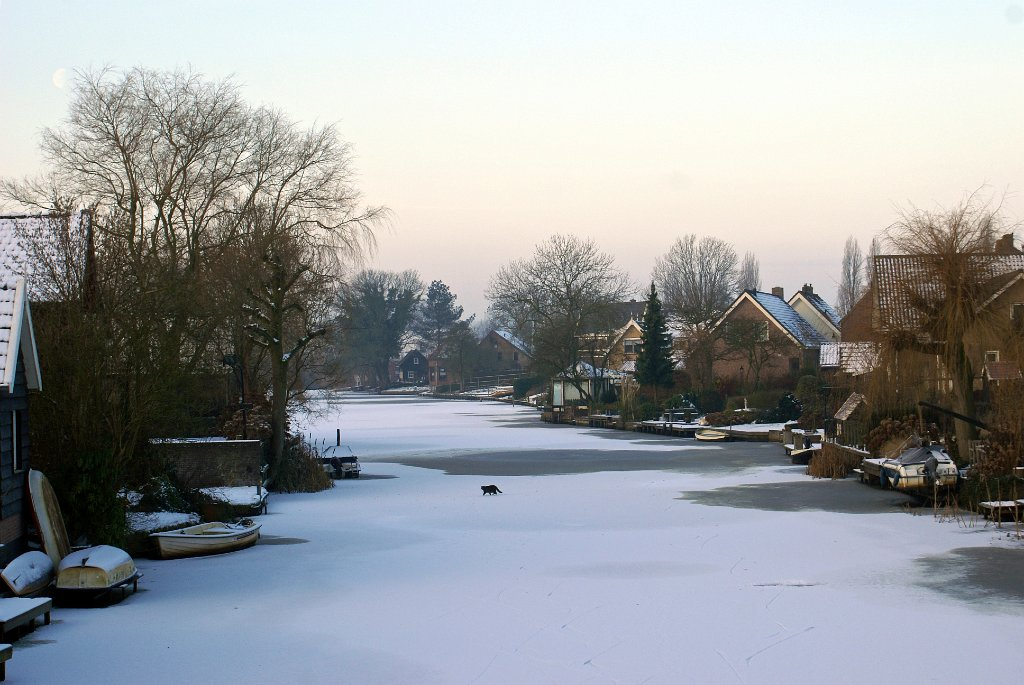
De Alblas in de winter
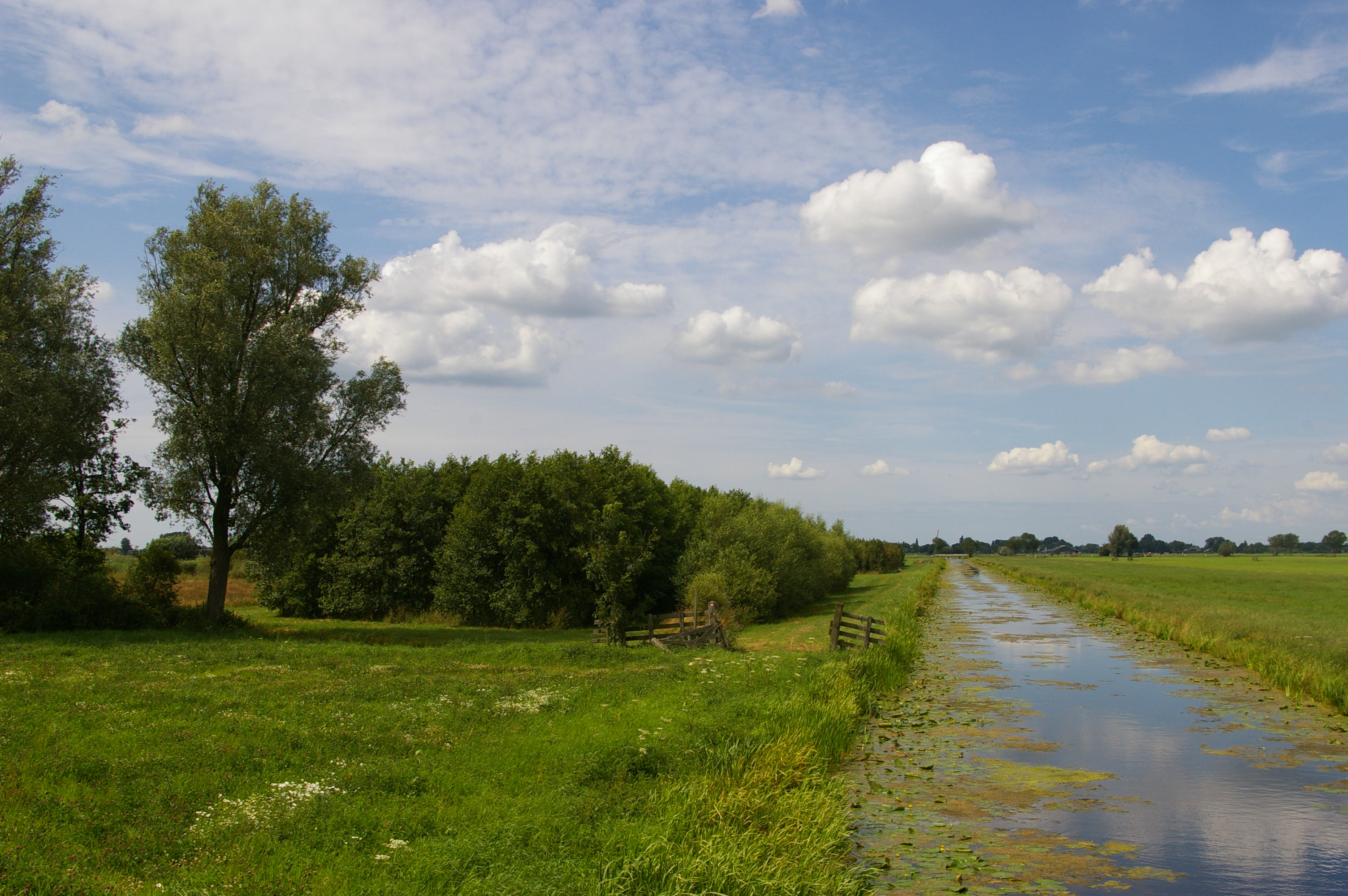
Pelgrimspad ten zuiden van Bleskensgraaf
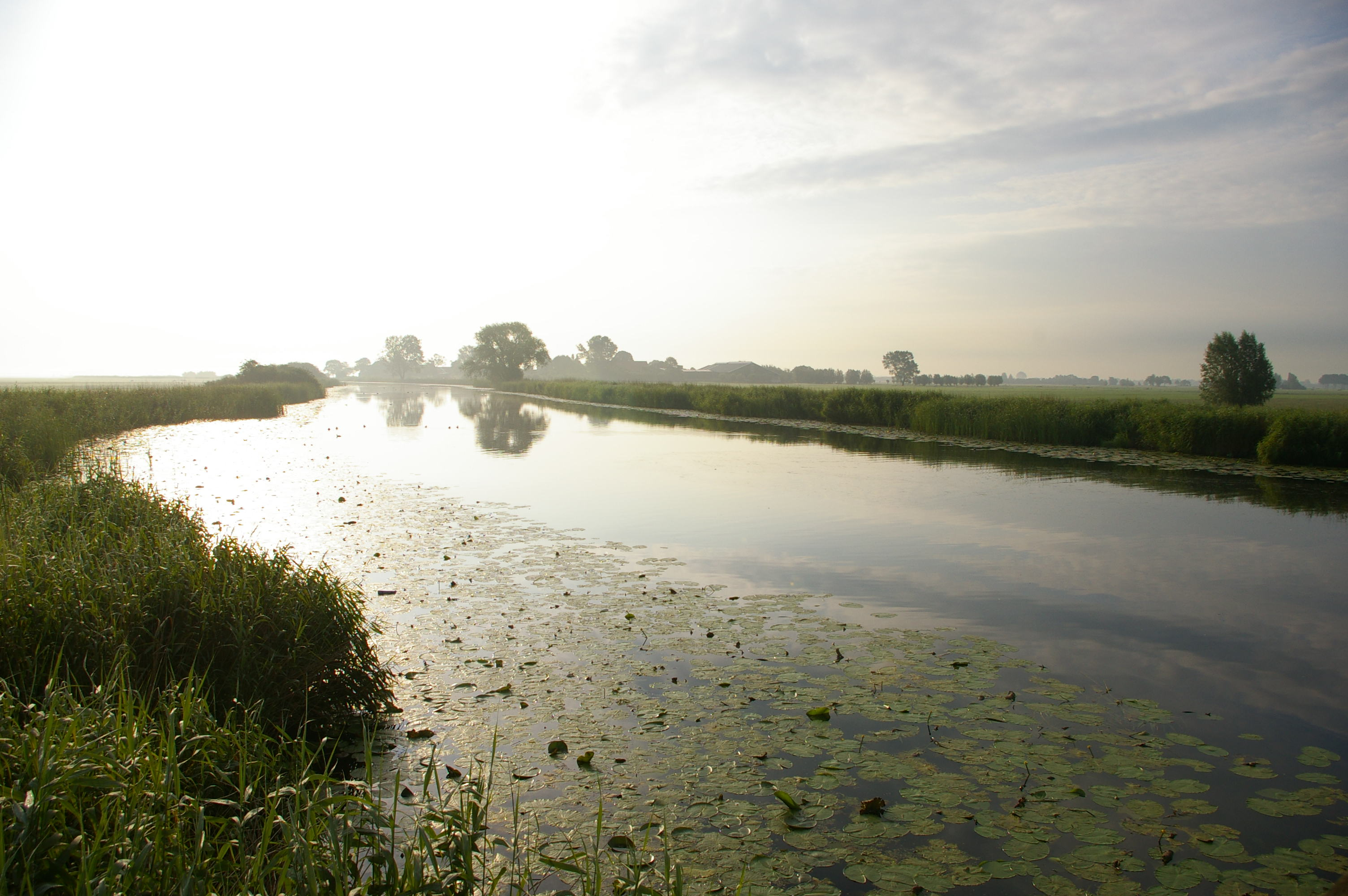
Vaart tussen Bleskensgraaf en Groot-Ammers
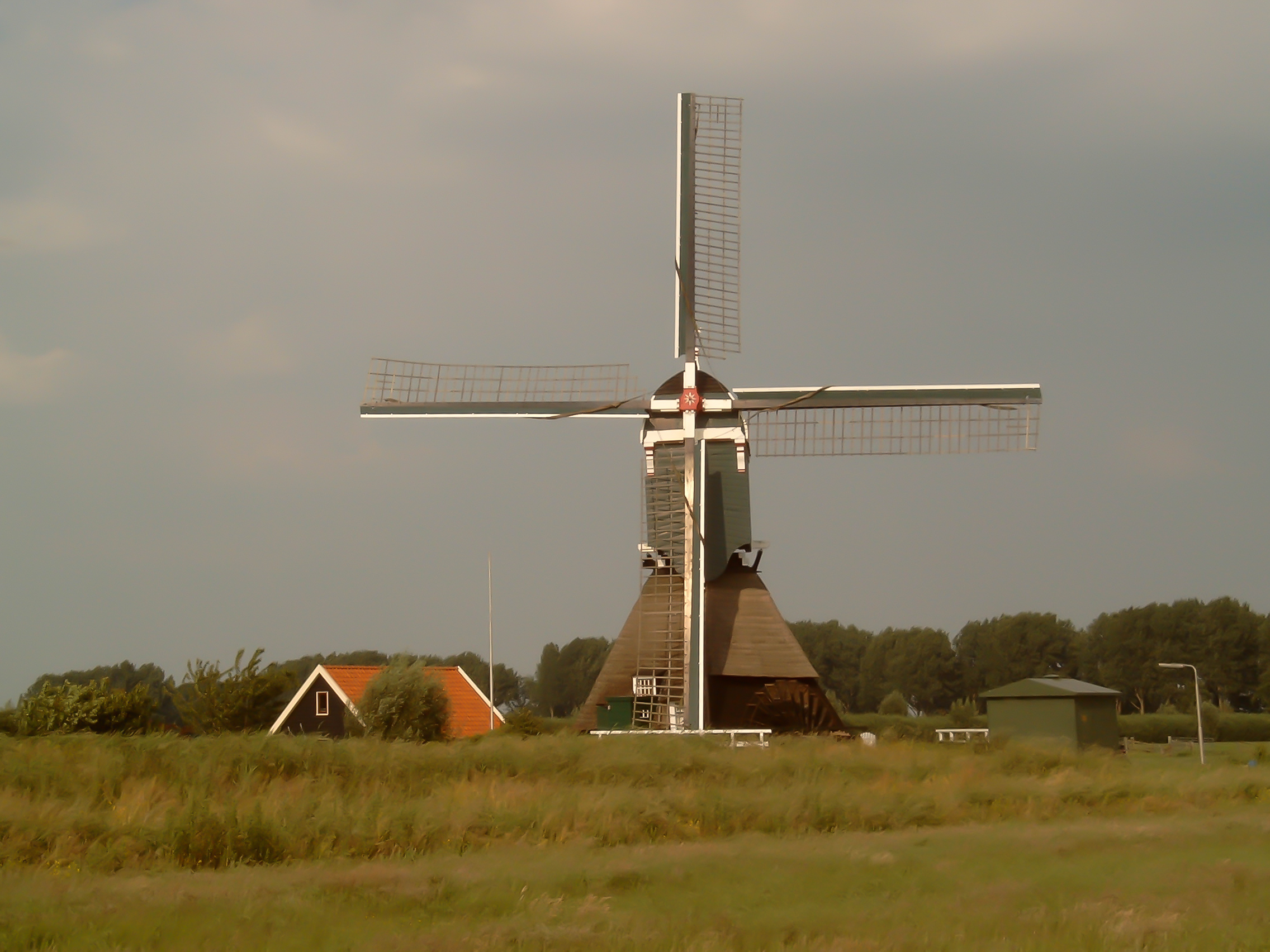
De Boterslootse Molen in Noordeloos
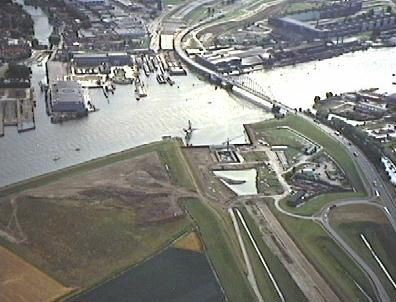
Brug over de Noord en Noordtunnel met zicht op de haven van Alblasserdam
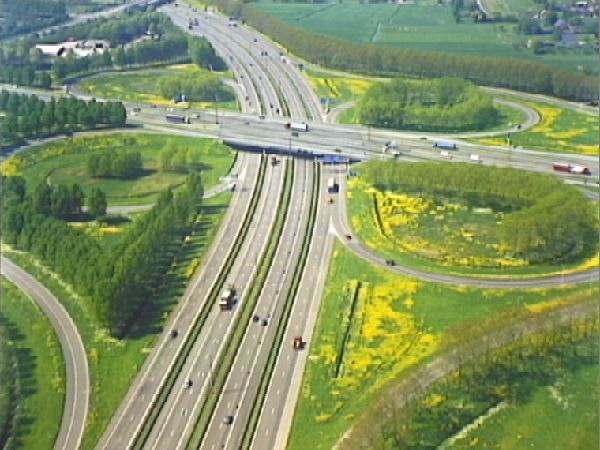
Knooppunt Gorinchem

## Verder lezen
- De Alblasserwaard in vroeger tijd: merkwaardigheden van mensen, dingen en dorpen in de historie, 2e druk, 1985, J.W. Ooms, De Groot Goudriaan - Kampen
- De Alblasserwaard: kennismaking met een bijzonder polderlandschap, 2e druk, 1988, H.A. Visscher, Nationaal Landschapskundig Museum - Dordrecht

## Aangrenzende streken
| Aangrenzende streken | Aangrenzende streken               | Aangrenzende streken | Aangrenzende streken | Aangrenzende streken             |
| -------------------- | ---------------------------------- | -------------------- | -------------------- | -------------------------------- |
|                      |                                    | Krimpenerwaard       |                      | Lopikerwaard (Utr)               |
|                      |                                    |                      |                      |                                  |
| IJsselmonde          | Vijfheerenlanden Tielerwaard (Gld) |                      |                      |                                  |
|                      |                                    |                      |                      |                                  |
| Zwijndrechtse Waard  |                                    | Eiland van Dordrecht |                      | Land van Heusden en Altena (Nbr) |

Alblasserwaard¹ · Beijerland · Betuwe¹ · Bollenstreek¹ · Delfland · Drechtsteden · Eiland van Dordrecht · Goeree-Overflakkee · Groene Hart¹ · Hoeksche Waard · Holland¹ · Hollandse Biesbosch · IJsselmonde · Krimpenerwaard · Prins Alexanderpolder · Randstad¹ · Rijnland¹ · Rijnmond · Rivierengebied¹ · Schelde- en Maasdelta¹ · Schieland · Tielerwaard¹ · Tiengemeten · Voorne-Putten · Westland · Zuidplaspolder · Zwijndrechtse Waard
¹  ligt ook buiten Zuid-Holland
- Nationale Bibliotheek van Israël: 987007537841805171
- Virtual International Authority File: 154924217